# Andy Park (auteur de comics)
Pour les articles homonymes, voir Andy Park.
 (septembre 2016).
Andy Park, né le 3 juillet 1975, est un artiste de bande dessinée (comics), illustrateur et designer américano-coréen. 
Il est principalement connu pour son travail sur la série Tomb Raider ainsi que pour son implication dans les films Marvel.

## Biographie
Andy Park a commencé sa carrière professionnelle comme dessinateur de comics à Extreme Studios, une division de Image Comics. Il réalise à la fois les travaux intérieurs ainsi que les travaux de couverture pour plusieurs titres, notamment, Avengelyne et Glory / Angela : Angels in Hell. Il décide alors d'étudier l'art au Art Center College of Design. En 1999, il retourne au dessin pour illustrer le nouveau Tomb Raider de la série écrite par Dan Jurgens et publié par Top Cow Productions. Il est noté comme l'un des dix meilleurs artistes dans l'industrie par Wizard Magazine. Tomb Raider no 1 devient le comics le plus vendu de l'année 1999. Après le numéro 20, il commence à travailler chez Marvel Comics comme un artiste de couverture et artiste intérieur sur des titres tels que Excalibur, Weapon X, Nouveaux X-Men, Mutopia X et Uncanny X-Men.
Outre le travail sur les comics, il a également contribué à différents magazines dont Maxim, Flex, PSM, Assistant, Muscle & Fitness, 2D Artist Magazine, Advanced Photoshop, Imagine FX, Game Informer, et bien d'autres. Il a également illustré des couvertures pour diverses autres entreprises de bande dessinée, y compris DC Comics tels que Superman Confidential, WildCATS, Authority et God of War.
En 2005, il travaille comme artiste de conception pour SIE Santa Monica Studio, une division de Sony Computer Entertainment. Il conçoit des personnages, des créatures, des accessoires et des environnements pour les jeux vidéo primés God of War II, God of War : Chains of Olympus, StarHawk et God of War III. Il est l'un des artistes principaux de Sony pour la conception de plusieurs des personnages principaux, les boss[Quoi ?], et les environnements du jeu, y compris entre autres Poséidon, Poséidon Leviathan, Hermes, Chimera, Satyr, Centaur, Skorpius, Zeus, Minotaur, Athéna sous sa forme astrale, les personnages d'Olympus (sentinelles, archers, légionnaires et guardiens), Hera, Perséphone, Talos, l'épée d'Olympus, le palais d'Hadès et bien d'autres. Son œuvre a été également fortement utilisé dans le marketing de la campagne de Sony pour promouvoir la sortie de la PlayStation 3 par le biais du jeu vidéo God of War III. Il a illustré les couvertures de plusieurs magazines pour promouvoir le jeu, y compris Game Informer et le magazine officiel PlayStation. GameStop avait même comme cadeau de pré-commande une affiche de Kratos signé par Andy Park. Il a également illustré la couverture de la sortie européenne de la trilogie God of War, qui coïncidait avec la sortie de la troisième partie. Il a participé à de nombreuses interviews pour la promotion du jeu.
En 2010, il a rejoint l'équipe de développement visuelle de Marvel Studios pour travailler sur la conception des personnages, des costumes et des images clés de son univers cinématographique. Plus particulièrement, il a travaillé sur The Avengers, Captain America : First Avenger, Thor, Iron Man 3, Captain America : Le Soldat de l'hiver, Thor : Le Monde des ténèbres et les Gardiens de la Galaxie. Son œuvre occupe le devant de la scène dans The Art of The Avengers de Marvel.

## Œuvres

### Comics (intérieurs)
- 1996 : Avengelyne no 0, 1/2, 4-5
- 1996 : Avengelyne Bible no 1
- 1996 : Avengelyne: Armageddon no 0
- 1996 : Avengeblade no 1-2
- 1996 : Devlin no 1
- 1996 : Extreme Destroyer, épilogue
- 1996 : Glory/Angela: Angels in Hell no 1
- 1996 : Xavier Institute Alumni Yearbook no 1
- 1996 : X-Force/Youngblood no 1
- 1996 : UltraForce no 15
- 1997 : Ascension no 13
- 1998 : Archangels: The Saga no 6
- 1998 : Lady Pendragon no 0
- 1999 : Fathom Swimsuit Special
- 1999 : Blood Legacy: The Story of Ryan no 1
- 1999-2002 : Tomb Raider no 1, 13-14, 16-20
- 2000 : Witchblade Gallery no 1
- 2000 : The Tomb Raider Gallery no 1
- 2000 : Top Cow Classics in Black and White: Tomb Raider no 1
- 2001 : Tomb Raider Magazine no 1
- 2001 : Tomb Raider: The Official Magazine no 1-4
- 2005 : Uncanny X-Men no 452-454
- 2006 : Tomb Raider Cover Gallery no 1
- 2006 : Tomb Raider: Tankōbon TRP vol. 1-2
- 2008 : Official Handbook of the Marvel Universe A to Z HC vol. 5

### Couvertures de Comics
- 1995 : Maximage no 4
- 1995 : Vogue no 1
- 1996 : Avengelyne no 1/2, 1, 4-5
- 1996 : Avengelyne/Glory: Swimsuit no 1
- 1996 : Devlin no 1
- 1996 : Glory/Angela: Angels in Hell no 1
- 1998 : Archangels: The Saga no 6
- 1998 : Fathom no 4
- 1999 : Previews Magazine no 132
- 1999 : Lady Pendragon
- 1999 : Lady Pendragon - Volume One- Remastered
- 1999 : Blood Legacy
- 1999-2002 : Tomb Raider no 1/2, FCBD, Preview Edition, TPB vol. 1-2, 1-10, 13-20, 24-25
- 2000 : Objective Five no 5
- 2000 : Tomb Raider Gallery no 1
- 2000 : Tomb Raider Classics in Black and White: Tomb Raider no 1
- 2000 : Wizard Magazine no 101
- 2000 : Tenth Muse no 6
- 2000 : Violent Messiahs
- 2001 : The Coven: Dark Sister no 1
- 2001 : Demonslayer: Vengeance no 1
- 2001 : Black Tide no 1
- 2001 : Glory: Alan Moore's Glory no 0, 1-2
- 2001 : The Coven: Dark Siste no 1
- 2001 : Tomb Raider: Journeys no 1-2
- 2001 : Tomb Raider: The Official Magazine no 1
- 2002 : Tenth Muse no 1
- 2002 : Weapon X no 23-28
- 2003 : Youngblood: Bloodsport no 1
- 2004 : Excalibur no 1-7, TPB vol. 1-2
- 2004 : New X-Men no 5
- 2005 : Mutopia X no 1-5
- 2005 : Tenth Muse novel
- 2006 : Tomb Raider: Tankobon TPB vol. 1-2
- 2007 : Fathom: Kiani no 3
- 2007 : Superman Confidential no 7
- 2008 : The Authority no 27
- 2008 : WildCats no 28
- 2010-2011 : God of War no 1-6, TPB no 1

### Jeux vidéo
- 2005 : Dungeons & Dragons: Dragonshard (concept artiste)
- 2007 : God of War II (concept artiste)
- 2008 : God of War: Chains of Olympus (concept artiste)
- 2009 : God of War Collection (concept artiste)
- 2010 : God of War III (concept artiste)
- 2012 : Starhawk (concept artiste)
- 2013 : God of War: Ascension (concept artiste)

### Filmographie
- 2011 : Captain America: The First Avenger (concept artiste)
- 2011 : Thor (concept artiste)
- 2012 : The Avengers (concept artiste)
- 2013 : Iron Man 3 (concept artiste)
- 2013 : Thor: The Dark World (concept artiste)
- 2014 : Captain America: The Winter Soldier (concept artiste)
- 2014 : Guardians of the Galaxy (concept artiste)
- 2015 : Avengers: Age of Ultron (concept artiste)
- 2015 : Ant-Man(concept artiste)